# Balkanlaubsänger

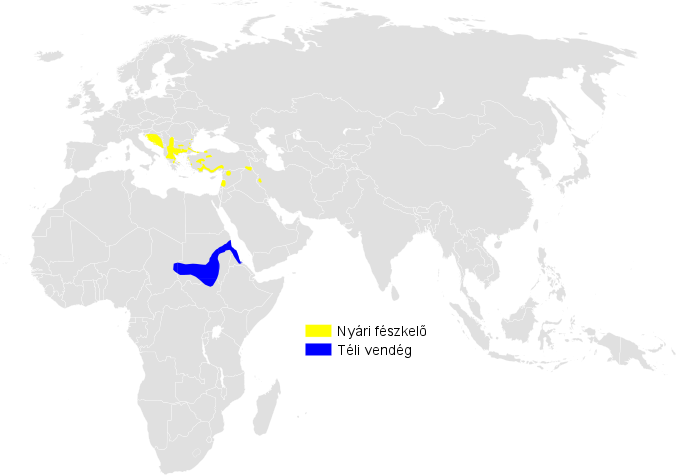
Verbreitungskarte des Balkanlaubsängers
Brutgebiete
Überwinterungsgebiete

Der Balkanlaubsänger (Phylloscopus orientalis) ist ein Singvogel aus der Gattung der Laubsänger (Phylloscopus) und der  Familie der Laubsängerartigen (Phylloscopidae). Es werden keine Unterarten unterschieden. Er bildet gemeinsam mit dem Berglaubsänger eine Superspezies. Als seltener Irrgast wird der Balkanlaubsänger gelegentlich auch in Mitteleuropa beobachtet.

## Beschreibung
Der Balkanlaubsänger wurde früher als östliche Unterart des Berglaubsängers betrachtet. Im Lichte neuerer Forschungsergebnisse (Sangster et al. 2002, Parkin 2003) wird er nun üblicherweise als eigene Art angesehen. Er ist etwa 11 bis 12 cm lang – insgesamt  etwas größer als der Berglaubsänger. Seine Oberseite ist wie beim Berglaubsänger graubraun, dabei aber vergleichsweise etwas stärker bräunlich getönt, während Unterflügeldecken und Achselfedern ein blasseres Gelb aufweisen. Männchen und Weibchen haben die gleiche Färbung.
Der Ruf des Balkanlaubsängers ist einsilbig und im Vergleich zum Berglaubsänger härter: „tschip“ (ähnlich einem jungen Haussperling), oder auch ein hölzernes „tüt“, im Zug auch ein leiseres „iss“. Der Gesang ist rascher als der des Berglaubsängers, erinnernd an den Triller im Blaumeisengesang.

## Lebensraum und Bestand
Das Brutgebiet des Balkanlaubsängers erstreckt sich vom Balkan bis in die Türkei. Das Dinarische Gebirge trennt das Verbreitungsgebiet des Balkanlaubsängers von dem des Berglaubsängers. Der europäische Bestand wird auf etwa 28.000 bis 108.000 Brutpaare geschätzt. Große Populationen leben unter anderem in Griechenland, in Bulgarien und der Türkei.
Hauptsächlich werden bewaldete Hänge als Lebensraum gewählt – Gebiete, die andernorts durch den verwandten Berglaubsänger eingenommen würden. Die Höhenverbreitung reicht bis zu 1800 Meter über NN. Das Brutgebiet wird von Anfang April bis September besiedelt, die Art überwintert in Ostafrika vom Sudan bis Äthiopien.

## Ernährung
Der Balkanlaubsänger ernährt sich von Insekten.

## Belege

### Einzelbelege
1. 1 2  Bauer et al., S. 181.